# Lvivske
Lvivske (Львівське) o Lvivska pivovarnia (Львівська пивоварня) és una companyia fabricant de cervesa de Lviv, Ucraïna. Fundada el 1715, és la cervesera ucraïnesa més antiga. La companyia és propietat de Baltic Beverages Holding. Lvivske produeix sis marques de cervesa tant per als mercats domèstics així com els exteriors.

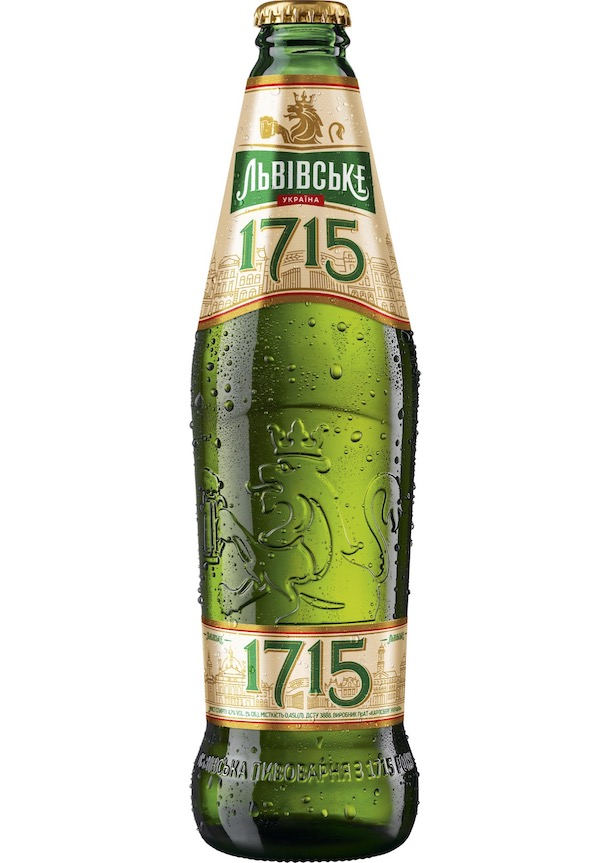
Ampolla de Lvivske

## Cerveses
- Lvivske Premium - Pilsner, 4,7% ABV[1]
- Lvivske 1715 - Pilsner, 4,0% ABV[2]
- Lvivske Svitle ("Light") - Pilsner, 4,0% ABV[3]
- Lvivske Mitsne ("Forta") - Strong Pilsner, 7,0% ABV[4]
- Lvivske Porter - Stout, 8,0% ABV[5]
- Lvivske Temne ("Fosca") - Pilsner, 4,2% ABV[6]